# Flavia Caesariensis

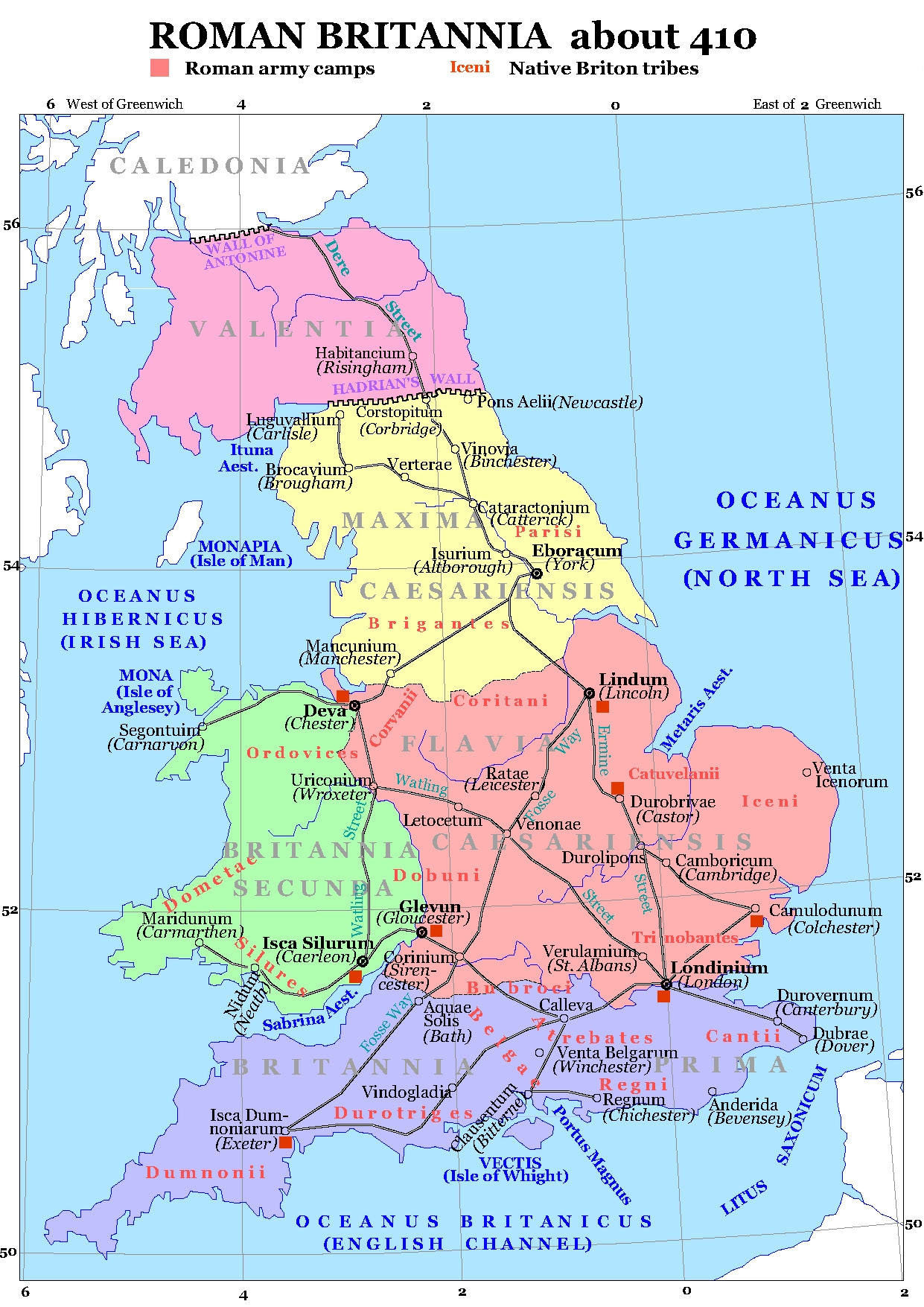
Provinzen um 410

Die Flavia Caesariensis war eine Provinz des Römischen Reiches und im heutigen Vereinigten Königreich gelegen. Ihr Entstehen geht auf die Neuordnung des römischen Provinzwesens unter Kaiser Diokletian zu Beginn der Spätantike zurück. In der ersten Hälfte des 4. Jahrhunderts n. Chr. ins Leben gerufen, befand sich ihre Hauptstadt Lindum Colonia wahrscheinlich im heutigen Lincoln.

## Die Grenzen
Die Grenzen der Provinz sind nicht gesichert überliefert, doch scheinen sie sich von den südlichen Pennines westlich bis zur Irischen See und bis ins Gebiet der Icener im Süden erstreckt zu haben. Da die Hauptstadt der nördlicheren Provinz Britannia secunda in Eboracum, dem heutigen York gelegen war, kann sich die Provinzgrenze nur etwas weiter nördlich von Lincoln befunden haben. Im Süden stieß Flavia Caesariensis an die Grenzen von Maxima Caesariensis, einer Provinz, mit der sie zuvor vereint gewesen zu sein scheint, wie der gemeinsame Beiname nahelegt.
Britische Historiker wie Eric Birley haben vermutet, dass bei dem Besuch von Kaiser Maximians Caesar Gaius Flavius Valerius Constantius, genannt Constantius Chlorus, im Jahre 296 in Britannien die Provinz Britannia superior in die Provinzen Britannia prima und Britannia Caesariensis aufgeteilt worden war. Britannia Caesariensis mit der Hauptstadt Londinium (London) bekam den ehrenvollen Beinamen von Constantius Chlorus nach seinem Sieg über den in Britannien ausgerufenen Gegenkaiser Allectus möglicherweise persönlich. Später wurde die Provinz in einen nördlichen Teil, Flavia Caesariensis, mit der Hauptstadt Lindum Colonia, und einen südlichen Teil, Maxima Caesariensis, mit der Hauptstadt Londinium, geteilt. Dabei wurden wohl auch Teile des früheren Britannia inferior zu Flavia Caesariensis geschlagen, was die große Nähe der nördlichen Grenze dieser Provinz zur Hauptstadt der Nachbarprovinz Britannia secunda, das aus Britannia inferior entstanden war, erklärt.